# Telegraf maszynowy

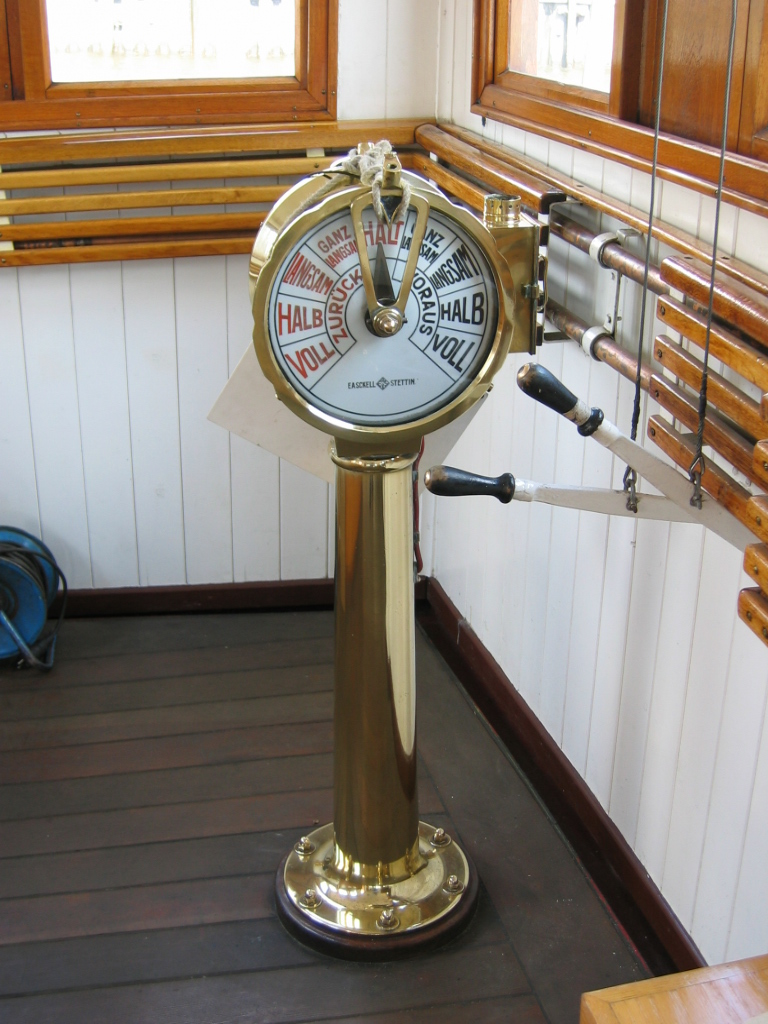
Telegraf maszynowy na mostku kapitańskim parowca

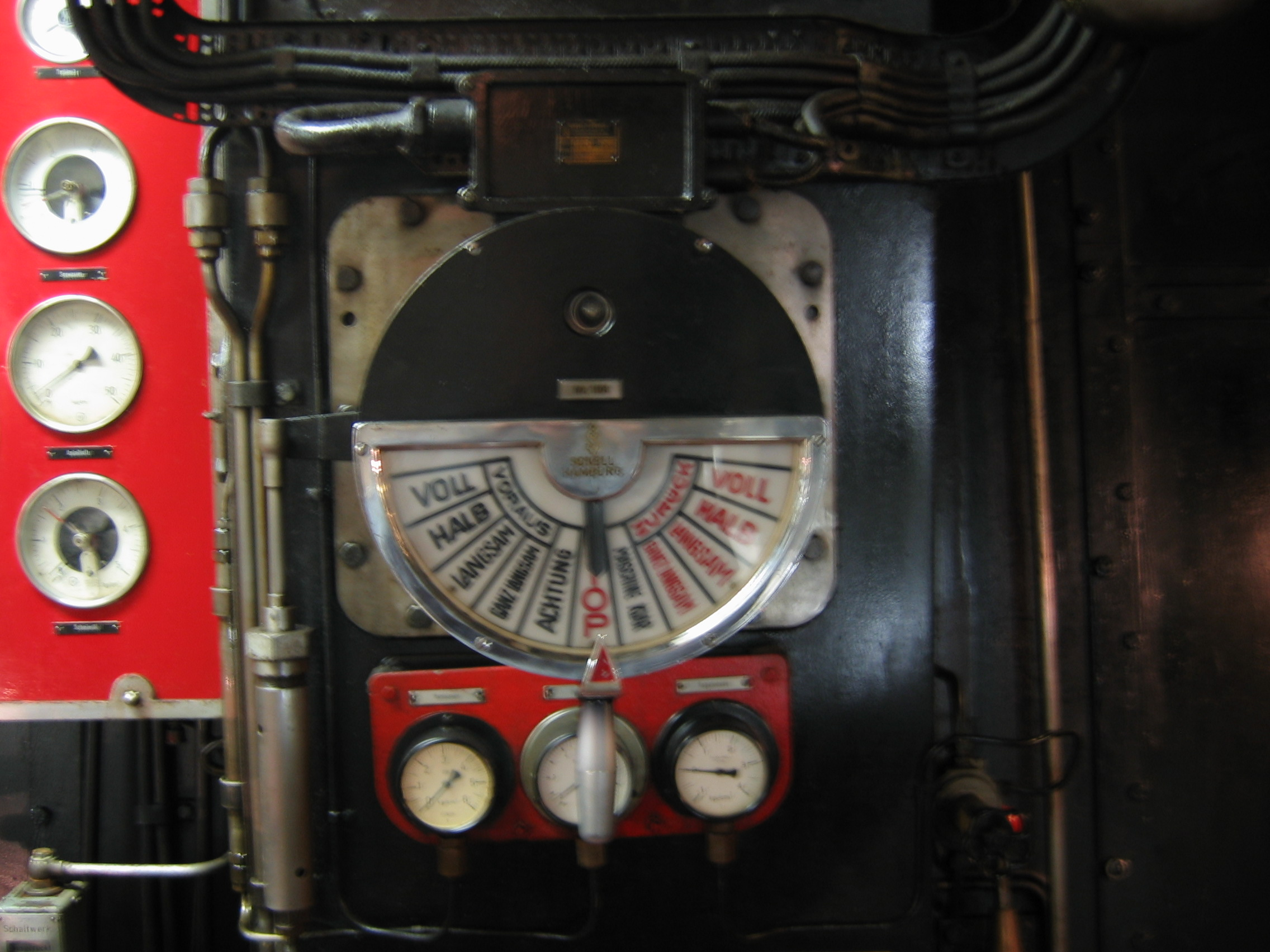
Telegraf maszynowy w siłowni motorowca

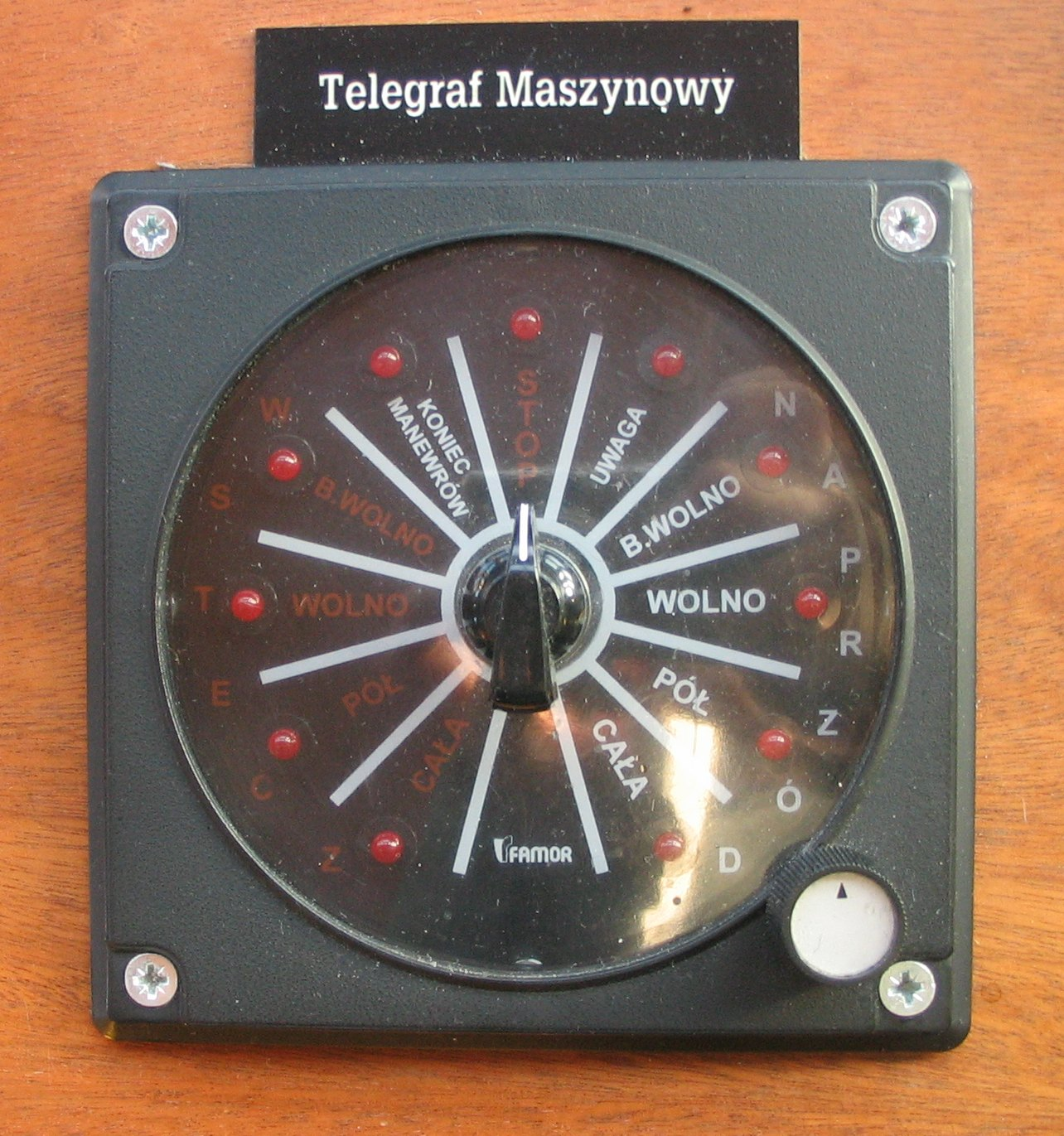
Telegraf maszynowy na mostku Daru Młodzieży

Telegraf maszynowy – urządzenie do wydawania poleceń sterujących do maszynowni statku z mostku kapitańskiego. Sygnały są przekazywane mechanicznie lub elektrycznie.
Za pomocą dźwigni na tarczy ustawia się odpowiednią skalę szybkości:
- stop,
- bardzo wolno naprzód (wstecz),
- wolno naprzód (wstecz),
- pół naprzód (wstecz),
- cała naprzód (wstecz).

Nadany sygnał jest odbierany i pokazywany na podobnej tarczy w maszynowni. Następnie mechanicy obsługujący maszynę potwierdzają odebranie sygnału.